# Rudi Veršnik
Rudi Veršnik, slovenski politik, poslanec in ekonomist, * 24. julij 1950, Ljubljana, † 17. januar 2023.
Rudi Veršnik, član Slovenske demokratske stranke, je bil leta na državnozborskih volitvah leta 2004 izvoljen v Državni zbor Republike Slovenije; v tem mandatu je bil član naslednjih delovnih teles:
- Odbor za finance in monetarno politiko,
- Komisija za nadzor proračuna in drugih javnih financ,
- Odbor za delo, družino, socialne zadeve in invalide in
- Preiskovalna komisija za ugotovitev in oceno dejanskega stanja, ki je lahko podlaga za odločanje o politični odgovornosti nosilcev javnih funkcij v Vladi Republike Slovenije na Ministrstvu za pravosodje in Vrhovnem državnem tožilstvu Republike Slovenije v zvezi z izvrševanjem nadzora po Zakonu o državnem tožilstvu (Uradni list RS št. 110/02 - uradno prečiščeno besedilo) za spremembo zakonodaje in za druge odločitve v skladu z ustavnimi pristojnostmi državnega zbora (namestnik člana).